# Huancaya
Huancaya es una localidad peruana capital del distrito homónimo ubicado en la provincia de Yauyos en el departamento de Lima. Está ubicada a 3 554 m s. n. m., en el piso altitudinal Suni. Se halla a orillas del río Hualhua donde se forman unas lagunas verdiazuladas donde abundan truchas y diversas aves. Tenía una población de 336 habitantes en 1993.

## Atractivos turísticos
Toda la zona está dominada por la belleza del río que forma un sinfín de varias lagunas saltos de agua consecutivos.
Huancaya está ubicada en el centro de una zona que ha sido declarada Reserva Paisajística (junto con Vilca y Vitis, entre otros) formando la Reserva Paisajística Nor Yauyos-Cochas y está considerado uno de los lugares más bellos del Perú.
Sus principales atractivos son:
1. La cascada de Cabracancha: Son una serie de cascadas que se extienden por varios kilómetros a lo largo del río Huallaga y se encuentran dentro del territorio del Parque Nacional Tingo María. Estas cascadas son impresionantes y se destacan por su belleza natural.
2. Las cascadas y lagunas de Carhuayno: Son un conjunto de tres lagunas glaciares ubicadas a una altitud de más de 4.000 metros sobre el nivel del mar. Las tres lagunas que conforman el conjunto son la Laguna Carhuayno Grande, la Laguna Carhuayno Chico y la Laguna Rurec. La Laguna Carhuayno Grande es la más grande de las tres y es conocida por su color azul intenso. La Laguna Carhuayno Chico es la más pequeña y se encuentra en la parte superior de la Laguna Carhuayno Grande. La Laguna Rurec se encuentra en una ladera cercana y es menos visitada que las otras dos lagunas.
3. El puente colonial: Es un puente de piedra que data de la época colonial española. Es un sitio histórico interesante y un lugar pintoresco para tomar fotos.
4. La iglesia de San Juan Bautista: iglesia colonial construida en el siglo XVIII. Es un ejemplo impresionante de la arquitectura religiosa española y es considerado un patrimonio cultural de la región.

Estos fueron descritos por primera vez en los ochenta en los reportes de viaje de Daniel López Mazzotti quien los describió como "el paisaje más bello del Perú".

## Tradiciones y costumbres
Huancaya tiene una rica cultura y tradiciones que han sido preservadas a lo largo de los años. Algunas de las costumbres y tradiciones más destacadas de Huancaya son:
1. Festividades religiosas: La festividad más importante en Huancaya es la celebración del Señor de la Ascensión, que se lleva a cabo en mayo. Durante esta festividad, se realizan procesiones y danzas tradicionales en honor al santo patrono del pueblo. También se celebra la fiesta de la Virgen del Rosario en octubre.
2. Música y danza: La música y la danza son parte integral de la cultura de Huancaya. La danza más representativa de la zona es la danza de las tijeras, que se caracteriza por el uso de tijeras como instrumento musical y la habilidad de los bailarines para realizar acrobacias. Otras danzas tradicionales incluyen la huaylía y la chonguinada.
3. Artesanía: Huancaya es conocida por sus tejidos y bordados de alta calidad. Los artesanos locales crean hermosas piezas de ropa, como ponchos y chales, utilizando técnicas tradicionales. También se producen cestas y objetos de mimbre.
4. Gastronomía: La gastronomía de Huancaya es muy variada y deliciosa. Entre los platos típicos se encuentran el chicharrón con mote, el puchero, el rocoto relleno y el cuy chactado. Además, se pueden encontrar deliciosos postres como la mazamorra de maíz morado y el arroz con leche.
5. Costumbres ancestrales: A pesar de la influencia moderna, las costumbres ancestrales son muy importantes en Huancaya. Muchas personas todavía utilizan la medicina tradicional y creen en la existencia de espíritus y seres sobrenaturales. También se celebra el Inti Raymi, la festividad del sol, que marca el inicio del nuevo ciclo agrícola.

En resumen, las costumbres y tradiciones de Huancaya son una muestra de la riqueza cultural del Perú. La música, la danza, la artesanía, la gastronomía y las creencias ancestrales son elementos que hacen de este pueblo un lugar especial y lleno de encanto

## Actividades turísticas
Huancaya es un destino turístico popular en Perú debido a su belleza natural y su rica cultura. A continuación, se presentan algunas de las actividades turísticas más populares que se pueden realizar en Huancaya: 
1. Senderismo y trekking: Es un lugar ideal para practicar senderismo y trekking, con una gran variedad de rutas y senderos que ofrecen vistas impresionantes de la naturaleza circundante. El sendero más popular es el Cañón de las Huaringas, donde se pueden apreciar las cascadas y el paisaje rocoso de la zona.
2. Observación de aves: Conocido como el paraíso para los amantes de la observación de aves, ya que se pueden avistar más de 150 especies diferentes. Los lugares más recomendados para avistar aves son el bosque de Cotohuasi y la laguna de Huallhua.
3. Pesca deportiva: Muy famosa por sus ríos y lagunas cristalinas, lo que la convierte en un destino perfecto para la pesca deportiva. Algunos de los peces que se pueden encontrar en la zona son la trucha y el pejerrey.
4. Paseos a caballo: Los paseos a caballo son una forma única de explorar los paisajes naturales de Huancaya. Los visitantes pueden recorrer los campos y las montañas, y disfrutar de vistas panorámicas de la zona.
5. Visita a las cascadas: Cuenta con varias cascadas impresionantes, como la Catarata Velo de la Novia y la Catarata Bayoz. Los turistas pueden visitar estas cascadas y disfrutar de las vistas espectaculares y el aire fresco de la montaña.
6. Turismo cultural: Los visitantes pueden conocer la cultura y las tradiciones locales de Huancaya, visitando el pueblo y sus alrededores. Algunos lugares de interés son la iglesia colonial del Señor de la Ascensión y el mercado local de artesanías. En resumen, Huancaya ofrece una gran variedad de actividades turísticas para los visitantes, desde senderismo y observación de aves hasta pesca deportiva y turismo cultural. Todo ello en un ambiente natural y tranquilo, que lo hace un destino ideal para disfrutar de la naturaleza y desconectar de la rutina diaria.

## Clima
| Parámetros climáticos promedio de Huancaya | Parámetros climáticos promedio de Huancaya | Parámetros climáticos promedio de Huancaya | Parámetros climáticos promedio de Huancaya | Parámetros climáticos promedio de Huancaya | Parámetros climáticos promedio de Huancaya | Parámetros climáticos promedio de Huancaya | Parámetros climáticos promedio de Huancaya | Parámetros climáticos promedio de Huancaya | Parámetros climáticos promedio de Huancaya | Parámetros climáticos promedio de Huancaya | Parámetros climáticos promedio de Huancaya | Parámetros climáticos promedio de Huancaya | Parámetros climáticos promedio de Huancaya |
| Mes                                        | Ene.                                       | Feb.                                       | Mar.                                       | Abr.                                       | May.                                       | Jun.                                       | Jul.                                       | Ago.                                       | Sep.                                       | Oct.                                       | Nov.                                       | Dic.                                       | Anual                                      |
| ------------------------------------------ | ------------------------------------------ | ------------------------------------------ | ------------------------------------------ | ------------------------------------------ | ------------------------------------------ | ------------------------------------------ | ------------------------------------------ | ------------------------------------------ | ------------------------------------------ | ------------------------------------------ | ------------------------------------------ | ------------------------------------------ | ------------------------------------------ |
| Temp. media (°C)                           | 7.7                                        | 7.9                                        | 7.7                                        | 7.4                                        | 6.5                                        | 5.4                                        | 5.1                                        | 5.7                                        | 6.6                                        | 7.2                                        | 7.3                                        | 7.4                                        | 6.8                                        |
| Fuente: climate-data.org                   |                                            |                                            |                                            |                                            |                                            |                                            |                                            |                                            |                                            |                                            |                                            |                                            |                                            |